# Jeffrey A. Nesbit
Jeffrey Asher "Jeff" Nesbit är en kristen amerikansk författare som skrivit ett antal böcker. Till svenska har åtminstone en serie om fyra böcker, High Sierra-serien, blivit översatt.

## High Sierra-serien
1. Mötet med grizzlyn 1995
2. Jakten på puman 1996
3. Fångad i fällan 1996
4. Hotet mot örnarna 1997